# Epaminondas
Epaminondas (em grego:  Ἐπαμεινώνδας; ca. 418 a.C. — 362 a.C.) foi um general e político grego do século IV a.C. Foi responsável pela condução de mudanças na cidade-estado de Tebas transformando-a na nova potência hegemônica da Grécia, substituindo Esparta.
Epaminondas redesenhou o mapa político da Grécia, fragmentou antigas alianças, criou novas e supervisionou a construção de cidades inteiras. Também teve grande influência militar, desenvolvendo e implementando diversas e muito importantes táticas de batalha. Antes de seu mandato, Tebas se encontrava sob domínio espartano: Epaminondas conseguiu melhorar a capacidade militar de Tebas a fim de situá-la em uma posição proeminente no quadro geopolítico do mundo helênico, criando o que se conheceria mais tarde como a hegemonia tebana. No processo, acabou com a supremacia militar espartana na Batalha de Leuctra e libertou os hilotas de Messénia, um grupo de gregos do Peloponeso que tinham sido reduzidos à servidão sob as ordens de Esparta durante cerca de 200 anos.
O orador romano Cícero o chamou de "o primeiro homem da Grécia", mesmo tendo Epaminondas caído em uma relativa obscuridade nos tempos modernos. As mudanças que Epaminondas levou à ordem política grega não sobreviveram por muito tempo, dado que o ciclo de hegemonias e alianças ainda não havia se estabilizado. Tão somente 27 anos depois de sua morte, Tebas foi destruída por Alexandre Magno. Por tudo isso, Epaminondas não é lembrado tanto como um idealista e libertador (como foi visto em seu tempo) senão por uma década de campanhas (desde 371 a 362 a.C.) que deram forma e força aos grandes poderes da Grécia e que pavimentou o caminho para a posterior conquista da Macedônia.

## Juventude, educação e vida pessoal

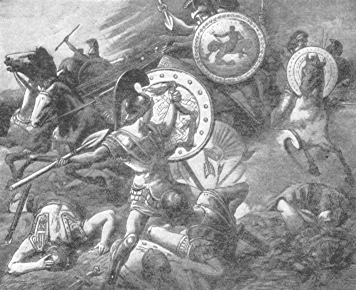
Epaminondas salvando a vida de Pelópidas.

### Leuctra

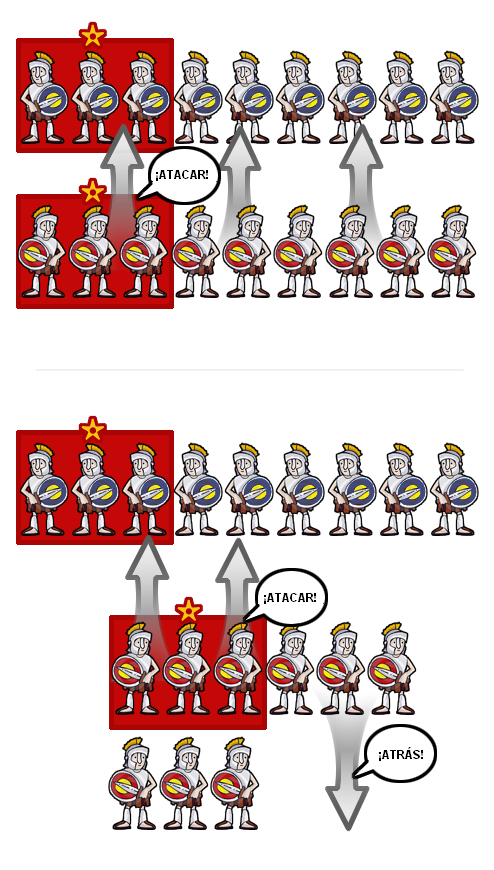
Na parte superior descreve-se a ordem de batalha hoplita habitual, enquanto na parte inferior é mostrada a estratégia de Epaminondas em Leuctra. O lado esquerdo, mais forte, avança, enquanto o fraco lado direito retrocede. Os blocos vermelhos mostram a localização das tropas de elite em cada falange.

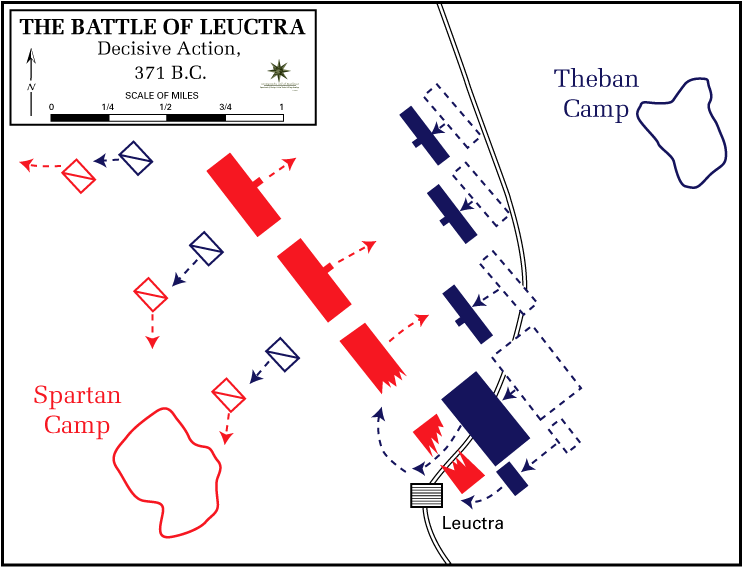
Disposição das tropas na batalha de Leutra, 371 AC.

### Primeira invasão do Peloponeso

Grécia Antiga

## Legado

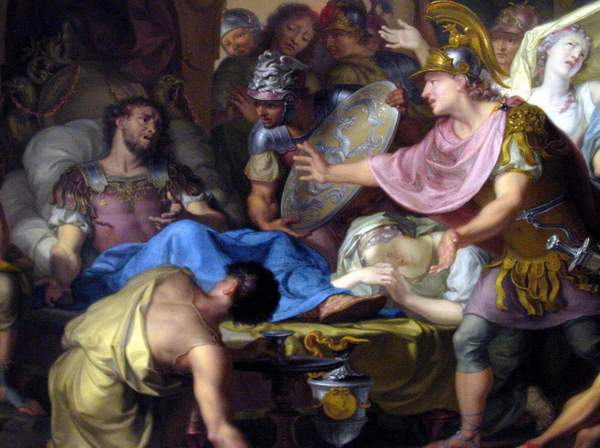
Isaak Walraven, O leito de morte de Epaminondas. Rijksmuseum, Amsterdã.

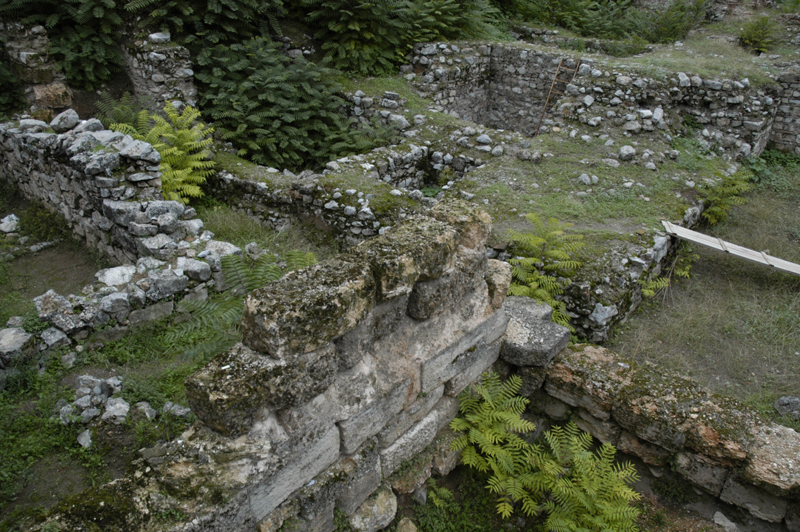
Ruínas de Tebas